# Lũng, Bảo Kê
Lũng  (tiếng Trung phồn thể: 隴縣, tiếng Trung giản thể: 陇县, Hán Việt: Lũng huyện) là một huyện nằm ở phía tây địa cấp thị Bảo Kê, tỉnh Thiểm Tây, Trung Quốc. Đây là huyện có biên giới với tỉnh Cam Túc ở phía tây bắc. Huyện này có diện tích 2285 km², dân số năm 2019 là 252.500 người, mã huyện là 610327, mã bưu chính 721200. Huyện này là một trong năm huyện có rừng lớn nhất của tỉnh Thiểm Tây. Huyện này là một điểm du lịch tham quan động Long Môn, động Dược.

## Hành chính
Huyện Lũng hiện đang quản lý 10 trấn. Có tổng cộng 104 làng trên địa bàn huyện.